# Place de la Bataille-de-Stalingrad
De Place de la Bataille-de-Stalingrad (Plein van de Slag om Stalingrad), van juli 1945 tot 26 november 1993 Place de Stalingrad genoemd, is een plein in de Franse hoofdstad Parijs, gelegen op de grens van het 10e en 19e arrondissement.
Het plein ligt aan het Bassin de la Villette en wordt gedomineerd door de Rotonde de la Villette, een voormalig tolhuis in de Muur van de Belastingpachters ontworpen door architect Claude Nicolas Ledoux. Het plein had in de jaren 90 een dubieuze reputatie: er was veel drugshandel en het plein zelf was een kale vlakte. De situatie veranderde met de komst van twee bioscopen aan weerszijden van het bassin; er vond daarna ook een uitgebreide opwaardering van het plein plaats, waarbij er nieuwe cafés werden geopend, bekroond in 2011 met de uitgebreide renovatie van de Rotonde de la Vilette en de vestiging van een restaurant daarin. Het plein zelf werd vaak gebruikt voor allerhande manifestaties, en 's zomers zag men ook leden van de Indiase gemeenschap uit de nabijgelegen rue Louis Blanc hier cricket spelen. Na de sluiting van een ontmoetingsplaats voor drugsgebruikers elders ontstond er rond het plein een sterke toestroom van gebruikers, en in 2020 ontstonden stevige problemen met de openbare orde in het gebied.
Het plein wordt bediend door de metrostations Stalingrad en Jaurès.
Place de la Bastille ·
Place de la Bataille-de-Stalingrad ·
Place Charles de Gaulle ·
Place du Châtelet ·
Place de Clichy ·
Place de la Concorde ·
Place Dauphine ·
Place Diana ·
Place du Dix-Huit Juin 1940 ·
Place de l'Europe - Simone Veil ·
Place de l'Hôtel-de-Ville - Esplanade de la Libération ·
Place d'Italie ·
Square Jean XXIII ·
Place de la Nation ·
Place de l'Opéra ·
Place du Palais-Royal ·
Place du Panthéon ·
Place du Parvis-Notre-Dame ·
Place Pigalle ·
Place de la République ·
Place Saint-Michel ·
Place de la Sorbonne ·
Place du Tertre ·
Place du Trocadéro ·
Place Vauban ·
Place Vendôme ·
Place des Victoires ·
Place des Vosges